# انجمن جهانی اسپرانتو

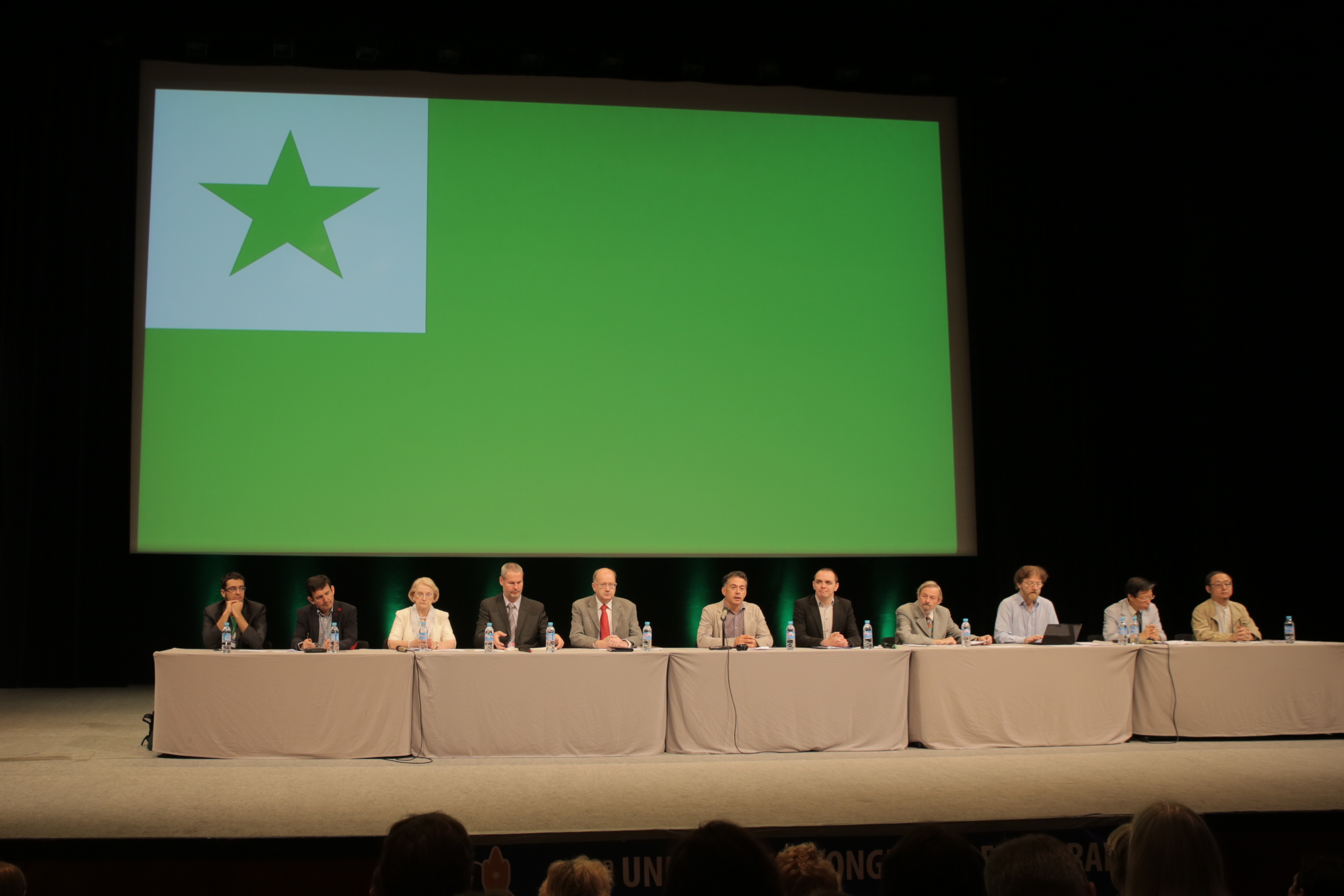
انجمن جهانی اسپرانتو

انجمن جهانی اسپرانتو یا سازمان جهانی اسپرانتو (به اسپرانتو: Universala Esperanto-Asocio) (به اختصار UEA) بزرگترین نهاد بین‌المللی در میان اسپرانتوزبانان است که از ۱۲۱ کشور عضو پذیرفته و با سازمان ملل متحد و یونسکو روابطِ رسمی دارد. علاوه بر این، هفتاد نهاد ملی وابسته به UEA هستند. ریاست فعلی این نهاد برعهده پروفسور دانکِن چارتِرز، اسپرانتودان برجستهٔ انگلیسی-آمریکایی است. 
این نهاد در سال ۱۹۰۸ توسط روزنامه نگار سوئیسی هکتور هودلر بنیان نهاده شد و مقر فعلی آن در شهر روتردام هلند، به عنوان کشوری بی‌طرف است. UEA همچنین یک دفتر رسمی در ساختمان سازمان ملل در شهر نیویورک دارد که شمارهٔ آن ۷۷۷ است و با قرار قبلی می توان از آن دیدن کرد. هدف اصلی انجمن جهانی اسپرانتو معرفی، ترویج و آموزش زبان اسپرانتو در سراسر جهان، و تسهیل در روابط و تبادلات بین‌المللی و ایجاد رابطه‌ای مستحکم میان اسپرانتوزبانان از ملیت‌های گوناگون است. این انجمن در زمینه‌های سیاسی، نژادی، فرهنگی، و مذهبی خط مشی بی‌طرفی را اتخاذ کرده‌است و تحت نفوذ هیچ حکومتی نیست.

## شاخهٔ کشوری در ایران
انجمن اسپرانتوی ایران (به اسپرانتو: Irana Esperanto-Asocio) (به اختصار IrEA) شاخه کشوری انجمن جهانی اسپرانتو در ایران است. این انجمن در سال ۱۳۸۳ توسط جمعی از اسپرانتیست‌های ایرانی راه اندازی شد. 